# Elachertus basilaris
Elachertus basilaris är en stekelart som beskrevs av William Harris Ashmead 1904. Elachertus basilaris ingår i släktet Elachertus och familjen finglanssteklar. Inga underarter finns listade i Catalogue of Life.